# Processo Alfol
Processo Alfol é um processo de síntese de álcoois graxos a partir do etileno. É realizado em quatro etapas.
Na primeira etapa, o reagente trietilalumínio é produzido. Um pó muito fino de alumínio e trietilalumínio é hidrogenado com hidrogênio a hidreto de dietilalumínio a 110-140°C e a uma pressão de 50-200 bar.
Al + 2 Al(C2H5)3 → 3 AlH(C2H5)2
A seguir, o trietilalumínio é obtido da reação, com etileno a aproximadamente 100°C e 25 bar.
AlH(C2H5)2 + H2C=CH2 → Al(C2H5)3
Na segunda etapa, uma reação fortemente exotérmica de aumento de cadeia de carbono é realizada em um reator tubular a aproximadamente 120°C e uma pressão do etileno de 100-140 bar. Esta etapa, uma conversão, é conhecida como reação de inserção.
AlH(C2H5)3 + 3n C2H4 → Al[(CH2-CH2)n-C2H5]3
Onde n varia de 1 a 11.
Quando necessário, esta reação de aumento de cadeia pode ser conjugada com uma etapa de tras-alquilação na qual os compostos trialquilalumínio reagem com α-olefinas na faixa de C12-C16 até que o equilíbrio seja obtido.
Desta maneira, uma faixa estrita de distribuição de cadeias pode ser obtida na mistura de álcoois graxos (processo Epal).
Simultaneamente, os composts trialquilalumínio mais altos são também alimentações úteis para a produção de n-olefinas de cadeia linear (por isso mesmo, chamadas olefinas de Ziegler, referente ao processo de Ziegler).
Na terceira etapa, os compostos trialquilalumínio são oxidados a 50-100°C em uma reação exotérmica com ar extremamente seco aos alcóxidos correspondentes:
Al[(CH2-CH2)n-C2H5]3 + 1,5 O2 → Al[O(CH2-CH2)n-C2H5]3
Pequenas quantidades de subprodutos tais como ésteres, éteres, ácidos carboxílicos e aldeídos reasultam desta reação.
Na última etapa, os Al-alcóxidos são saponificados com ácido sulfúrico diluído ou água aos álcoois e uma solução de sulfato de alumínio (Al2(SO4)3) puro ou um hidróxido de alumínio (Al(OH)3) extremamente puro.
Al[O(CH2-CH2)n-C2H5]3 + 3 H2O → 3 CH3(CH2-CH2)n-CH2OH + Al(OH)3
A seletividade da reação para álcool alcança 85 a 91%. Após a separação das fases alcoólica e aquosa, a fase orgânica passa por destilação fracionada.
Os álcoois de Ziegler estritamente lineares são particularmente adequados a produção de sulfatos biodegradáveis para uso na formulação de detergentes de uso doméstico e industrial, tais como os surfactantes dodecil sulfato de sódio, lauril sulfato de amônio, miristil éter sulfato de sódio e lauriléter sulfato de sódio, entre outros.
Álcoois graxos feitos por meio da rota organometálica tem cadeias na faixa de 6 a 20 átomos de carbono.